# Tour Alcide de Gasperi
Der Tour Alcide de Gasperi ist ein 1966 fertiggestelltes Bürohochhaus mit 23 Stockwerken in Luxemburg Stadt. Er wurde von den Architekten Gaston Witry und Michel entworfen und war bis 2008 das höchste Hochhaus im Großherzogtum Luxemburg.
Heute ist es das fünfthöchste Gebäude des Landes und damit weit sichtbarerTeil der in den letzten Jahren entstandenen Skyline. Im Jahr 2001 wurde das Gebäude in das Europäische Konferenzzentrum 'European Conference Centre Luxembourg (ECCL)' integriert.
Ganzjährig werden die Etagen 1–12 vom Sekretariat des EU-Parlaments sowie in den Monaten April, Juni und Oktober zusätzlich vom Rat der EU genutzt, vom 13. bis 21. Stock sind die Büros der rund 200 Mitarbeiter des luxemburgischen Ministerium für Umwelt, Klima und nachhaltige Entwicklung untergebracht. Der in das Gebäude integrierte Plenarsaal bietet Platz für 300 Abgeordnete.
Außerdem befinden sich auf dem Dach des Gebäudes diverse Sendeantennen zur Verbreitung lokaler Rundfunkprogramme (z. B. Eldoradio, RadioARA, l'Essentiel Radio) im UKW-Bereich.
Es ist nach dem italienischen Staatsmann Alcide De Gasperi (1881–1954) benannt.

## Lage und Erreichbarkeit

ÖPNV-Karte

Das Hochhaus liegt direkt an der Hauptverkehrsachse Avenue John F. Kennedy (N51) im Stadtteil Kirchberg – Quartier Européen Sud – im Nordosten der luxemburgischen Hauptstadt.
Im rückwärtigen Bereich grenzt es an den Place de l'Europe an dem auch die Philharmonie Luxembourg, das Musée d’Art Moderne Grand-Duc Jean (Mudam), verschiedene Hotels und Restaurants sowie diverse andere EU-Gebäude liegen.
An den ÖPNV angebunden ist das Gesamtensemble über die Stater Tram mit der Haltestelle 'Europaparlament / Parlement Européen', in unmittelbare Nähe ist außerdem über die Standseilbahn Pfaffenthal–Kirchberg innerhalb weniger Minuten der CFL-Bahnhof Pfaffenthal-Kirchberg erreichbar.
Für Besucher, die mit dem Auto anreisen sind insgesamt 444 Parkplätze in der öffentlichen Tiefgarage Place de l'Europe verfügbar.